# Heinz Bigler (Musiker)
Heinz Bigler (* 28. August 1934 in Worb) ist ein Schweizer Jazzmusiker (Klarinette, Altsaxophon, Piano).

## Leben
Bigler trat schon 1951 auf dem Zürcher Jazzfestival (neben seiner Banklehre von 1951 bis 1954 in Bern) auf, wo er ab 1955 regelmässig als Klarinettist und Saxophonist ausgezeichnet wurde. Um 1954 begann Heinz Bigler mit dem Pianisten und Vibraphonisten René Zedi als Erster in Bern Bebop zu spielen. Erst mit Schlagzeugern wie Peter Giger oder Marc Hellman konnte er in Bern jedoch in einer Combo Modern Jazz spielen. 1958 trat Bigler als Altsaxophonist in Wien bei Fatty George auf, wo ihn Joe Zawinul ermunterte, sich für ein Stipendium am Berklee College of Music zu bewerben. Als einer der ersten Europäer studierte Bigler in Boston Jazz. Nach der Rückkehr aus Boston gründete er «The Quintet» mit Franz Biffiger (p), Umberto Arlati (tp), Kurt Schaufelberger (dr) und wechselnden Bassisten (Isla Eckinger, Peter Stumpp, Roger Pfund); mit dieser Formation trat er auch beim Montreux Jazz Festival 1968 auf.
1964 war Bigler Mitglied der „Swiss All Stars“. 1967 wurde er als Solist nach Brüssel zu Aufnahmen für die BRT mit deren Musikern und Esa Pethman eingeladen.
Bigler war 1967 Initiator der Swiss Jazz School, deren erster Leiter er wurde. Mit der in der aus dem Lehrkörper der Schule bestehenden Gruppe „Four for Jazz“ (mit Joe Haider, Eckinger und Giger) bestritt er internationale Auftritte. 1973 beendete er seine Zusammenarbeit mit der Gruppe und trat als Leiter der Swiss Jazz School zurück. Er spielte aber später mit Sammy Price und den European Allstars von Oscar Klein und war an dessen International Chicago Jazz Orchestra beteiligt. (CD 1992) Gelegentlich tritt er weiterhin als Klarinettist im Bereich des Hot Jazz auf (mit Jean-Pierre Bionda, Mike Goetz, Rolf Rebmann und auch mit den Red Hot Peppers).

## Diskographische Hinweise
- Heinz Bigler Quartet: This Thing Called Love (mit Vince Benedetti, Eric Peter bzw. Isla Eckinger, Billy Brooks) (1973)
- Four for Jazz: Best of Four for Jazz (mit Joe Haider, Benny Bailey, Isla Eckinger, Peter Giger) (1970–71)